# ダウリシン
ダウリシン(Dauricine)は、フェノール、芳香族エーテル、イソキノリンアルカロイドに分類される植物代謝物である。どちらもコウモリカズラ属のつる植物であるアジアのMenispermum dauricumと北米のMenispermum canadenseから単離された。日本の亀谷哲治と福本圭一郎により、アーント・アイシュタート合成とビシュラー・ナピエラルスキー反応を用いて、1964年に初めて合成された。がん細胞の成長阻害 や心臓の膜貫通Na+、K+、Ca2+イオン電流の遮断作用 についての研究がin vitroで行われている。